# Мёёль, Карл
Карл Мёёль (эст. Karl Mööl; 4 марта 1992, Таллин) — эстонский футболист, правый полузащитник и защитник. Выступал за национальную сборную Эстонии.

## Биография

### Клубная карьера
Начал взрослую карьеру в 2008 году в таллинском клубе «Коткад» в четвёртом дивизионе. В том же году подписал контракт с таллинской «Флорой». Дебютный матч в чемпионате Эстонии сыграл в 2009 году. Большую часть своего контракта выступал за дубль «Флоры» или играл в аренде, регулярным игроком основы был только в сезоне 2012 года, когда сыграл в чемпионате 29 матчей. В 2013 году стал обладателем Кубка Эстонии.
В 2014 году перешёл в таллинский «Нымме Калью», в котором регулярно выходил на поле, за первые четыре сезона сыграл 130 матчей. Со своей командой стал обладателем Кубка страны 2015 года.
В начале 2018 года играл за клуб первого дивизиона Дании «ХБ Кёге», затем выступал за «Калев» (Таллин). В 2019 году перешёл в «Пайде», с которым стал вице-чемпионом Эстонии 2020 года. Вторую половину сезона 2021 года провёл на правах аренды за «Курессааре». В сезоне 2022 года сыграл все 36 матчей за «Пайде», стал бронзовым призёром чемпионата и обладателем Кубка, в 2023 году завоевал Суперкубок Эстонии. В июле 2024 года 32-летний футболист завершил игровую карьеру.
Всего в высшей лиге Эстонии сыграл 419 матчей и забил 49 голов.

### Карьера в сборной
Выступал за юношеские, молодёжную и олимпийскую сборные Эстонии.
В национальной сборной дебютировал 8 ноября 2012 года в матче против Омана, сборная тогда выступала в экспериментальном составе с большим числом новичков. Следующий матч за национальную команду провёл только спустя четыре года, в ноябре 2016 года. По состоянию на начало 2018 года принял участие в девяти матчах, все — товарищеские. Снова сыграл за сборную после пятилетнего перерыва в январе 2023 года.